# Catops borealis
Catops borealis är en skalbaggsart som beskrevs av Harry Krogerus 1931. Catops borealis ingår i släktet Catops, och familjen mycelbaggar. Enligt den finländska rödlistan är arten nationellt utdöd i Finland. Arten är reproducerande i Sverige. Artens livsmiljö är skogar.